# Circus buffoni
El aguilucho grande (Circus buffoni), también conocido como aguilucho de Azara, gavilán planeador, gavilán alilargo, aguilucho negro o vari huevetero es una especie de ave accipitriforme de la familia Accipitridae propia de Sudamérica, que se encuentra desde Colombia hasta las Malvinas y desde Chile a Trinidad. No se conocen subespecies.